# Kittie
Kittie is een Canadese metalband die uitsluitend uit vrouwelijke leden bestaat, net als onder meer Girlschool en Asagraum. In 2001 werd Kittie door het tijdscrift Billboard "de succesvolste vrouwelijke band binnen de moderne metalwereld" genoemd.
De band brak in 1999 door met de videoclip van de hitsingle Brackish. Kittie heeft door de jaren heen een wisselende bezetting gehad. De twee zussen Mercedes en Morgan Lander zijn anno 2024 de overgebleven oorspronkelijke bandleden. 

## Biografie
Kittie werd in 1996 opgericht door Mercedes Lander (drums) en Fallon Bowman (gitaar), aangevuld met Tanya Candler (bas) en Mercedes' zus Morgan Lander (zang). De naam werd gekozen, omdat deze associeert met een zachtaardig poesje en in tegenspraak is met het geluid van de band.
Candler verliet de band in het najaar van 1999 en werd opgevolgd door Talena Atfield. Kort daarna beleefde de band haar doorbraak met de ruim twintig jaar later omschreven 'klassieke' bandsamenstelling van Kittie. In 2001 verliet gitarist Bowman de band, gevolgd door Atfield in maart 2002, na een conflict over een nieuwe overeenkomst. Jennifer Arroyo volgde Atfield op.
In februari 2017 overleed basgitariste Trish Doan op 31-jarige leeftijd, nadat ze al langer met depressies kampte. In 2024 bracht Kittie voor het eerst in dertien jaar weer nieuwe muziek uit. De eerste nieuwe single was Eyes Wide Open. Ook volgde een nieuw album genaamd Fire, dat op 21 juni dat jaar verscheen.

## Huidige bezetting
- Morgan Lander – zang, gitaar en piano (1996–)
- Mercedes Lander – drums (1996–)
- Tara McLeod – gitaar (2005–)

## Oud-leden
- Tanya Candler – basgitaar (1996–1999)
- Fallon Bowman – gitaar (1996–2001)
- Talena Atfield – basgitaar (1999–2002)
- Lisa Marx – gitaar (2004–2005)
- Jennifer Arroyo – basgitaar (2002–2005)
- Ivy Vujic – basgitaar (2007–2012)
- Trish Doan – basgitaar (2005–2007, 2012–2017)

## Discografie

### Ep's
| Jaar | Titel               |
| ---- | ------------------- |
| 1998 | Kittie              |
| 2000 | Paperdoll           |
| 2002 | Safe                |
| 2006 | Never Again Digital |

### Albums
| Jaar | Titel                 | Opmerkingen   |
| ---- | --------------------- | ------------- |
| 1999 | Spit                  |               |
| 2001 | Oracle                |               |
| 2004 | Until the End         |               |
| 2007 | Funeral for Yesterday |               |
| 2009 | In the Black          |               |
| 2011 | I've Failed You       |               |
| 2012 | Not So Safe           | verzamelalbum |
| 2024 | Fire                  |               |

### Singles
| Jaar | Titel                 | Album/ep              | Opmerkingen           |
| ---- | --------------------- | --------------------- | --------------------- |
| 2000 | Brackish              | Spit                  |                       |
| 2000 | Charlotte             | Spit                  |                       |
| 2001 | What I Always Wanted  | Oracle                |                       |
| 2001 | Run Like Hell         | Oracle                | cover van Pink Floyd  |
| 2001 | In Winter             | Oracle                |                       |
| 2004 | Into the Darkness     | Until the End         |                       |
| 2006 | Funeral for Yesterday | Funeral for Yesterday |                       |
| 2007 | Breathe               | Funeral for Yesterday |                       |
| 2009 | Cut Throat            | In The Black          | soundtrack van Saw VI |
| 2009 | Sorrow I Know         | In The Black          |                       |
| 2010 | Die My Darling        | In The Black          |                       |
| 2011 | Empires, Pt. 2        | I've Failed You       |                       |
| 2011 | We Are the Lamb       | I've Failed You       |                       |
| 2024 | Eyes Wide Open        | Fire                  |                       |
| 2024 | We Are Shadows        | Fire                  |                       |
| 2024 | Vultures              | Fire                  |                       |
| 2024 | One Foot in the Grave | Fire                  |                       |